# Ghiacciaio Mjell
Il ghiacciaio Mjell (in norvegese la parola "mjell" significa "neve asciutta") è un ghiacciaio lungo circa 15 km situato sulla costa della Principessa Ragnhild, nella Terra della Regina Maud, in Antartide. Il ghiacciaio, il cui punto più alto si trova a circa 1880 m s.l.m., si trova in particolare nei monti Sør Rondane, dove fluisce verso nord-est scorrendo tra il monte Bergersen e il monte Isachsen.

## Storia
Il ghiacciaio Mjell è stato mappato nel 1957 da cartografi norvegesi grazie a fotografie aeree scattate nel corso dell'operazione Highjump, 1946-1947, ed è stato da essi battezzato con il suo attuale nome.